# Antonio Filippo Salaris
Antonio Filippo Salaris (Uri, 10 novembre 1971) è un ultramaratoneta italiano.

## Biografia
Portato per le lunghe gare, vanta un personale di 2h34'51" sulla distanza della maratona, ottenuto a Londra nel 2010 all'età di 39 anni. Nel 2011 vince la nona edizione della maratona sulla sabbia di San Benedetto del Tronto, e nello stesso anno conquista anche la prima edizione della 100 km du Senegal, corsa a tappe nel paese africano.
Nel 2012 si tessera con la squadra di Marco Olmo partecipando alla Marathon des Sables in Marocco, classificandosi 7º assoluto e contribuendo alla vittoria della classifica a squadre insieme a Marco Olmo (14º) e Lorenzo Trincheri (5º). Nell'edizione 2013 sfiora il podio ottenendo il 4º posto, mentre nell'edizione 2014 l'atleta sardo si prende la sesta posizione.
Dal 2013 è anche Vicepresidente della Sef Torres, la principale squadra di calcio di Sassari, incarico che lascia nel novembre 2014.